# میروسلاو استوپار
میروسلاو استوپار (اوکراینی: Мирослав Іванович Ступар؛ زادهٔ ۲۷ اوت ۱۹۴۱) بازیکن فوتبال اهل اتحاد جماهیر شوروی سوسیالیستی است.
از باشگاه‌هایی که در آن بازی کرده‌است می‌توان به باشگاه فوتبال اسپارتاک ایوانو-فرانکیفسک اشاره کرد.